# سکس غنی
«سکس غنی» (به انگلیسی: Rich Sex) ترانه‌ای است که توسط خواننده رپ اهل ترینیداد و توباگو نیکی میناژ و با همراهی خواننده رپ اهل ایالات متحده آمریکا لیل وین برای تک آهنگ تبلیغاتی چهارمین آلبوم استودیویی میناژ، ملکه (۲۰۱۸) ضبط شده‌است. این ترانه در ۱۱ ژوئن ۲۰۱۸ توسط یانگ مانی انترتینمنت و کش مانی رکوردز منتشر شد.